# Modowa dyspersja polaryzacyjna
Modowa dyspersja polaryzacyjna (w polskiej terminologii stosuje się także krótszą nazwę: dyspersja polaryzacyjna; w terminologii angielskiej: Polarization Mode Dispersion, w skrócie PMD) – forma dyspersji modowej, gdy dwie różne polaryzacje światła w światłowodzie (które zwykle przemieszczają w jednakowym czasie), z powodu przypadkowych niedoskonałości medium i jego asymetrii, przemieszczają się z różnymi prędkościami, powodując przypadkowe rozprzestrzenianie impulsów optycznych.
Dyspersja polaryzacyjna (jeśli nie jest skompensowana – co jest trudne w realizacji), ogranicza szybkość, z jaką dane mogą być transmitowane przez włókno światłowodu.

## Przyczyny PMD

Kształt rdzenia włókna kabla światłowodowego: doskonały (1), owalny (2), naprężony (3).

Główną przyczyną PMD jest asymetria włókna optycznego. Dyspersja taka powstaje gdy włókno przyjmuje postać owalną. Asymetria włókna, spowodowana niedoskonałością procesu produkcyjnego jest względnie stała; natomiast cześć pochodząca od naprężeń mechanicznych spowodowanych ruchem włókien może ulegać zmianom (patrz rysunek).
Naprężenia mechaniczne w światłowodzie mogą pochodzić z różnych źródeł. Jednym ze źródeł, które jest bardzo trudne do kontroli, jest np. ich sezonowe nagrzewanie się i chłodzenie; temperatura włókien może się także zmieniać w ciągu dnia i nocy. Chociaż często włókna umieszczane są w rurociągu kablowym, są one nadal poddawane wpływom zmian temperatury i obciążeniom mechanicznym. Innym źródłem stresu mechanicznego mogą być drgania pochodzące z pobliskich źródeł. Na przykład ze względu na łatwość dostępu i obsługi, oraz ze względów logistycznych i prawnych (tylko jeden właściciel terenu), wiele kabli światłowodowych kładzie się wzdłuż torów kolejowych. Ale ma to też swoje wady, związane z przejeżdżającymi pociągami. Wstrząsy, które one powodują, mają niekorzystny wpływ na parametry włókna. Włókna, które nie są prowadzone wzdłuż torów kolejowych i dróg, mogą być mocowane nad ziemią. W takim przypadku PMD może powodować wiatr, który kołysze kablami.
Ze względu na połączenie tych czynników i przypadkowość ich charakteru, wartość PMD dla konkretnego toru kablowego jest nieprzewidywalna i nie ma stałej wartości.

## Miara PMD
Miarą PMD jest opóźnienie DGD (Differential Group Delay, oznaczane symbolem {\displaystyle \Delta \tau }), które jest mierzone w pikosekundach (1 ps = 10−12 sekundy) i proporcjonalne do pierwiastka z odległości propagacji sygnału {\displaystyle L{:}}
{\displaystyle \Delta \tau =D_{\text{PMD}}{\sqrt {L}},}
gdzie {\displaystyle D_{\text{PMD}}} jest parametrem PMD włókna, miarą siły i częstotliwości występowania niedoskonałości, typowo mierzoną w ps/√km.
Zwykle podaje się średnią wartość opóźnienia DGD dla danego toru kablowego i stałą jej wartość dla danego włókna. Przykładowo maksymalna wartość DGD dla toru kablowego może być aż 3,2 razy większa od stałego opóźnienia DGD włókna.